# George Hilton
George Hilton, także Jorge Hilton, właśc. Jorge Hill Acosta y Lara (ur. 16 lipca 1934 w Montevideo, w Urugwaju, zm. 28 lipca 2019 w Rzymie) – brytyjski aktor filmowy, znany z występów w spaghetti westernach i Euro war.
Urodził się w Urugwaju, ale był wychowywany w Anglii. Karierę rozpoczął w połowie lat pięćdziesiątych XX w. W 1967 pojawił się z powodzeniem jako „Obcy” w spaghetti westernie Krwawa rzeka (Vado... l'ammazzo e torno) obok Edda Byrnesa i Gilberta Rolanda. Stał się jednym z aktorów odtwarzających głównych bohaterów spaghetti westernów. W końcu zastąpił Gianniego Garko i zagrał Sartana, łowcę nagród i rewolwerowca, świadka napadu podczas dostawy złota w ostatnim filmie z serii Jestem Sartana, sprzedam pistolet i kupię trumnę (C'è Sartana... vendi la pistola e comprati la bara, 1972).
Zmarł 28 lipca 2019 w Rzymie w wieku 85 lat.

## Filmografia
- 1964: Człowiek w masce (L'Uomo mascherato contro i pirati)
- 1966: Czas masakry (Tempo di massacro) jako Jeff Corbett
- 1966: Dwóch synów Ringo (I Due figli di Ringo) jako Joe
- 1967: Krwawa rzeka (Vado... l'ammazzo e torno) jako Obcy
- 1968: Moment śmierci (Il Momento di uccidere) jako lord
- 1968: Słodkie ciało Deborah (Il Dolce corpo di Deborah) jako Robert
- 1969: Pustynna bitwa (La Battaglia del deserto) jako kapitan George Bradbury
- 1969: Bitwa o El Alamein (La Battaglia di El Alamein) jako Graham
- 1972: Skąd wzięły się te dziwne krople krwi na ciele Jennifer? (Perché quelle strane gocce di sangue sul corpo di Jennifer?) jako Andrea Barto
- 1977: Taxi Girl jako Ramon
- 1983: Korsarze z Atlantydy (I Predatori di Atlantide) jako prof. Peter Saunders